# Johan Briedé
Johan Briedé (Rotterdam, 2 mei 1885 - Amsterdam, 5 april 1980) was een Nederlands grafisch vormgever. 

## Biografie
Zijn vader Marinus Stephanus Briedé was in Rotterdam werkzaam als leraar op een Openbare School (hij gaf bijlessen in de Franse taal), zijn moeder Willemina Johanna van Oosten was handwerkonderwijzeres. Op 4 april 1912 huwde Johan Briedé met Mary Grietje Brandsma. Zij kregen twee dochters en twee zoons. Zij woonden in Rotterdam, Leiden, Amsterdam, Haarlem, Scheveningen en Rijswijk tot 1916, en vestigden zich toen in Laren. Hier waren zij tot 1959 woonachtig. Daarna woonden zij tot medio 1979 in Amsterdam. Na het overlijden van zijn vrouw verbleef Briedé ongeveer een jaar in een verpleeghuis, waar hij na een uiterst werkzaam leven op 5 april 1980 overleed.

## Werk
Een subsidie voor de kunstnijverheidsschool in Amsterdam werd hem in 1910 bezorgd door prof. A.W.M. Odé. In augustus 1912 ging hij naar de Kunstnijverheidsschool in Haarlem waar hij onder meer van Chris Lebeau de fijne kneepjes van het vak leerde. Hij beoefende alle aspecten van het kunstenaarsvak, zoals tekenen, schilderen, lithograferen en etsen. Van zijn hand zijn 130 exlibris bekend.
Vanaf 1910 werkte Briedé al als freelance kunstenaar voor bedrijven, uitgeverijen en tijdschriften. Voor het fonds van de Rotterdamse uitgevers W.L. & J. Brusse's Uitgeversmaatschappij, ontwierp hij van tientallen uitgaven de boekbanden en omslagen en verzorgde hij voor enkele uitgaven de illustraties. Voorbeelden hiervan zijn:
- de boeken van H.P. Berlage: Beschouwingen over bouwkunst en hare ontwikkeling (1911) en
- Studies over bouwkunst, stijl en samenleving (1910).
- 16 banden en omslagen voor de natuurboekenserie van William L. Long.

Een werk met 130 pentekeningen van zijn hand is het boek Oude huizen van Rotterdam, dat in 1915 bij Brusse verscheen.
In Ons Eigen Tijdschrift, een uitgave van de Van Houten chocoladefabriek te Weesp, gestart in november 1922, uitgebracht in de periode 1923 (in januari 1923 wordt hij genoemd bij de medewerkers van het blad) tot en met 1929, zijn 25 artikelen geschreven door hemzelf en anderen met tientallen illustraties verschenen.
Ook de titelpagina, de sierrand rond de los bijgevoegde inhoudspagina, het colofon, eindstukken en de begin-sierletters en het ontwerp voor band en rug voor de ingebonden jaargangen van Ons Eigen Tijdschrift, ontwierp hij. In 1923 en latere jaren ontwierp Briedé ook een aantal verpakkingen (bonbondozen), waaronder een doos in eivorm met opschrift Van Houten’s Paascheieren van Vogels van diverse pluimage (z.j.) In 1924 kwam een ontwerp voor tijdschriftdoos met bon voor Ons Eigen Tijdschrift.
Illustraties van zijn hand zijn ook opgenomen in Het St. Nicolaasboek (1925), bijzondere uitgave van Ons Eigen Tijdschrift, C.J. van Houten & Zoon, Weesp, samengesteld door A.B. van Tienhoven. Titelpagina met rand en afbeelding van een speculaaspop, Franse titel, beginkapitaal, exlibris (dit boek behoort aan), acht vignetten, twee illustraties van vlinders bij een artikel Wintervlinders en vlinders in de winter door H.E. van Leyden (pag. 69-71) en vier illustraties: maretakken, klimop, winterjasmijn en kerstroos bij een artikel Winterplanten door R.v.d. Veen (pag.78-79). In 1929 maakte hij een ontwerp voor de Wereldkaart Puzzle, voor kinderen van 10 tot 14 jaar, bijlage bij Ons Eigen Tijdschrift.
Ook van zijn hand verschenen in het huisorgaan Verf en Kleur van Talens & Zn in Apeldoorn tussen 1928 en 1934 (precieze jaren onbekend) tientallen artikelen, verlucht met zijn tekeningen. 
Briedé was boekbandontwerper voor Nijgh & Van Ditmar, Sijthoff, A.G. Schoonderbeek en de Wereldbibliotheek in Amsterdam. Hij verzorgde ook vele opdrachten voor gemeentelijke diensten in Amsterdam.
Johan Briedé was lid van de Federatie van Verenigingen van Beroeps Beeldende Kunstenaars in Amsterdam en was docent aan de School voor Beeldende Kunsten in Roermond van 1912 tot 1913 en aan de Academie in Rotterdam en Den Haag, de Kunstnijverheidsschool in Haarlem en het Instituut voor Kunstnijverheidsonderwijs in Amsterdam.
Zijn werk was het onderwerp van de tentoonstelling Johan Briedé (1885-1980), in het Gemeentemuseum van Weesp, 20 juni-19 september 1992, met een geïllustreerde brochure van vier pagina’s over het leven en werk van Briedé van de hand van Ton Stork.

## Werk in (openbare) collecties
Werk en schetsen van Briedé zijn onder andere aanwezig in: 
- Drents Museum, Assen
- Museum Hilversum
- Singer Museum, Laren
- Atlas van Stolk, Rotterdam
- Maritiem Museum, Rotterdam (61 prenten in verband met schepen)
- Gemeentearchief, Rotterdam (ruim 200 prenten betreffende afbeeldingen van Rotterdam)
- Museum Meermanno, Den Haag
- Universiteitsbibliotheek, Amsterdam
- Gemeentearchief, Amsterdam
- Bibliotheek van de Vereniging voor de Boekhandel, Amsterdam
- Archief van de Stadsdrukkerij Amsterdam
- Naturalis, Leiden
- Museum De Lakenhal, Leiden
- Museum Weesp
- RKD, Den Haag
- Het Nieuwe Instituut, Rotterdam
- Stedelijk Museum, Amsterdam
- Rijksprentenkabinet, Amsterdam

Een aantal originele ontwerpen, schetsboekjes en briefwisseling van Johan Briedé met zijn opdrachtgevers en zijn vriend H.G. Wells zijn aanwezig in de Bibliotheek van de Vereeniging ter bevordering van de belangen van de Boekhandel, gevestigd in de Universiteitsbibliotheek van Amsterdam en bij het Gemeentearchief van Amsterdam, daar is ook de uitgebreide correspondentie aanwezig met het Bureau Kunstzaken van de Gemeente Amsterdam.

## Trivia
Een aardige bijzonderheid is dat Johan Briedé reeds vroeg interesse had in het doen en laten van Vincent van Gogh, vooral over de inrichting van zijn atelier in Nuenen, getuige het onderstaande antwoord van Vincents vriend Anton Kerssemakers uit Eindhoven van 23 juni 1914:
Den Heer Briedé, Rijswijk: Zoover mij nog mogelijk is voldoe ik gaarne aan Uwe aanvraag. Het is echter bijna 30 jaar geleden, zoodat mijne herinneringen (behalve de persoonlijke) wel wat zijn verdwenen, althans vervaagd zijn. Ik noteer hieronder wat mij voor de geest staat en moet U verder maar met mijn artikel in de Groene (De Amsterdammer, Weekblad voor Nederland, van 14 april 1912) zien te behelpen.
Dan volgt een beschrijving van het atelier van Vincent bij de koster in Nuenen met een tekening van het vooraanzicht en een plattegrond, De voorkant van deze brief (afgebeeld in het boek Vincent van Gogh door M.E. Tralbaut, London, MacMillan 1969) eindigt met de woorden:
overal links en rechts op de vloer en op de stoelen, teekeningen, studies, illustraties, vooral The Graphic, enfin een echte rommelboel...